# Großer Preis von Russland 2020
Der Große Preis von Russland 2020 (offiziell Formula 1 VTB Russian Grand Prix 2020) fand am 27. September auf dem Sochi Autodrom in Sotschi statt und war das zehnte Rennen der Formel-1-Weltmeisterschaft 2020.

## Bericht

### Hintergründe
Nach dem Großen Preis der Toskana führte Lewis Hamilton in der Fahrerwertung mit 55 Punkten vor Valtteri Bottas und mit 80 Punkten vor Max Verstappen. In der Konstrukteurswertung führte Mercedes mit 152 Punkten vor Red Bull Racing und mit 219 Punkten vor McLaren-Renault.
Beim Großen Preis der Toskana stellte Pirelli den Fahrern die Reifenmischungen P Zero Hard (weiß, Mischung C3), P Zero Medium (gelb, C4) und P Zero Soft (rot, C5) sowie für Nässe Cinturato Intermediates (grün) und Cinturato Full-Wets (blau) zur Verfügung. Aus logistischen Gründen erhielten alle Fahrer die gleiche Anzahl an Reifensätzen in den jeweiligen Härtegraden, die Abgabe unterschiedlicher Bestellungen war nicht möglich. Jeder Fahrer hatte somit acht Sätze der Soft-, drei Sätze der Medium- und zwei Sätze der Hard-Mischung.
Aufgrund der COVID-19-Pandemie fand der Große Preis von Russland unter strikten Sicherheits- und Hygieneregeln statt. Wie bereits beim Rennen zuvor in der Toskana war die Teilnahme von Zuschauern gestattet.
Mit Hamilton (viermal) und Bottas (einmal) traten zwei ehemalige Sieger zu diesem Grand Prix an.
Als Rennkommissare für dieses Rennwochenende fungierten Gerd Ennser (DEU), Andrew Mallalieu (BRB), Mika Salo (FIN) und George Andreev (RUS).

### Training
Im ersten freien Training war Bottas mit einer Rundenzeit von 1:34,923 Minuten Schnellster vor Daniel Ricciardo und Verstappen.
Im zweiten freien Training fuhr Bottas mit einer Rundenzeit von 1:33,519 Minuten erneut die Bestzeit vor Hamilon und Ricciardo.
Im dritten freien Training war Hamilton dann in 1:33,279 Minuten Schnellster vor Bottas und Carlos Sainz jr.

### Qualifying
Das Qualifying bestand aus drei Teilen mit einer Nettolaufzeit von 45 Minuten. Im ersten Qualifying-Segment (Q1) hatten die Fahrer 18 Minuten Zeit, sich für das Rennen zu qualifizieren. Alle Fahrer, die im ersten Abschnitt eine Zeit erzielten, die maximal 107 Prozent der schnellsten Rundenzeit betrug, qualifizierten sich für den Grand Prix. Die besten 15 Fahrer erreichten den nächsten Teil. Bottas war Schnellster. Beide Alfa-Romeo-Piloten, Nicholas Latifi und beide Haas-Piloten schieden aus.
Der zweite Abschnitt (Q2) dauerte 15 Minuten. Die schnellsten zehn Piloten qualifizierten sich für den dritten Teil des Qualifyings und mussten mit den hier verwendeten Reifen das Rennen starten, alle anderen hatten freie Reifenwahl für den Rennstart. Ricciardo war Schnellster. Beide Ferrari-Piloten, George Russell, Lance Stroll und Daniil Kwjat schieden aus.
Der letzte Abschnitt (Q3) ging über eine Zeit von zwölf Minuten, in denen die ersten zehn Startpositionen vergeben wurden. Hamilton fuhr mit einer Rundenzeit von 1:31,304 Minuten die Bestzeit vor Verstappen und Bottas. Es war die 96. Pole-Position für Hamilton in der Formel-1-Weltmeisterschaft.

### Rennen
Bevor Hamilton in die Startaufstellung fuhr, führt er zwei Starttests in Bereichen der Strecke durch, die von der Rennleitung nicht im Voraus festgelegt wurden. Aus diesem Grund erhielt der Brite zwei Strafen von jeweils fünf Sekunden, die er während des ersten Boxenstopps absitzen musste. Die Strafe wurde ihm erst in der zehnten Runde des Grand Prix mitgeteilt. Außerdem erhielt er wei Strafpunkte, einer für jede erhaltene Strafe.
Beim Start waren die beiden Mercedes so perfekt, dass Bottas Verstappen überholte und hinter seinem Teamkollegen Hamilton Zweiter wurde. Auch der Finne versuchte in der ersten Kurve am Weltmeister vorbeizukommen, allerdings ohne Erfolg. In der Mitte der Gruppe überfuhr Sainz jr. die erste Schikane, prallte aber bei der Rückkehr auf die Strecke heftig gegen die Schutzwand und zerstörte die Front seines McLaren. Kurz darauf kollidierten Stroll und Charles Leclerc, der Racing Point landete an der Wand. Die Rennleitung schickte das Safety-Car auf die Strecke.
In der fünften Runde ging das Rennen weiter, Hamilton lag vor Bottas, Verstappen, den beiden Renault, dann Sergio Pérez, Pierre Gasly und Leclerc. In der zehnten Runde betrug der Vorsprung des Briten auf Bottas 1,7 Sekunden, 2,8 Sekunden auf Verstappen, 4,8 Sekunden auf Esteban Ocon und 5,6 Sekunden auf Ricciardo. In Runde 15 überholte Ricciardo Pérez, bevor er an die Box ging, um harte Reifen aufzuziehen. Hamilton stoppte ebenfalls in Runde 16 und verbüßte seine Zehn-Sekunden-Zeitstrafe. Der Brite setzte zudem auf harte Reifenmischungen; er kehrte als Zehnter ins Rennen zurück.
Zwei Runden später legten auch Gasly und Ocon ihre Stopps ein und montierten harte Reifen. In der 20. Runde stoppte Pérez, während Bottas die schnellste Runde fuhr. Der Finne führte mit über sieben Sekunden Vorsprung auf Verstappen und 27 Sekunden vor Leclerc, der auf den dritten Platz vorgerückt war. Hamilton war bald Fünfter, hatte aber fast 40 Sekunden Rückstand auf die Spitze. Ocon, Achter, ließ seinen Teamkollegen Ricciardo vorbei, da dieser schneller war.
Zwischen der 25. und 26. Runde stoppten die Führenden Bottas und Verstappen. Während Bottas in Führung blieb, fiel Verstappen als Dritter hinter Kwjat zurück. Der Niederländer eroberte sich auf Anhieb den zweiten Platz allerdings zurück. Weiter hinten schaffte es Vettel als Siebter, die beiden Renault hinter sich zu halten und ermöglichte Leclerc so, den Abstand zu den beiden französischen Autos zu vergrößern. Ricciardo überholte den Ferrari-Deutschen in Runde 27, doch der Australier erhielt wegen Überschreitung der Streckenlimits eine Strafe von fünf Sekunden.
Leclerc absolvierte in der 28. Runde den Boxenstopp und fuhr mit harten Reifen fort. Er kehrte als Sechster ins Rennen zurück, hinter Ricciardo, aber vor Ocon. In der 30. Runde überholte Hamilton Kwjat und kehrte auf den dritten Platz zurück. Kurz darauf fuhr der Russe zum Reifenwechsel an die Box. Nun sah die Rangliste hinter Hamilton Pérez, Ricciardo, Leclerc und Ocon. Die Wertung in der Punktezone blieb für mehrere Runden eingefroren. In Runde 41 überholte Vettel Romain Grosjean und belegte den 14. Platz. Der Franzose prallte in der zweiten Kurve dann gegen die Styroporschilder, die den Weg zurück auf die Strecke weisen. In der folgenden Runde ordnete die Rennleitung das virtuelle Safety-Car an, das nur eine Runde dauerte, damit die Sportkommissare die Schilder neu anordnen konnten.
Bottas gewann das Rennen vor Verstappen und Hamilton. Für Bottas war es der neunte Sieg in der Formel-1-Weltmeisterschaft und der zweite der Saison. Die restlichen Punkteplatzierungen belegten Pérez, Ricciardo, Leclerc, Ocon, Kwjat, Gasly und Albon.
In der Fahrer- und Konstrukteurswertung blieben die ersten drei Positionen unverändert.

## Meldeliste
| Team                          | Nr. | Fahrer             | Chassis                            | Motor                              | Reifen |
| ----------------------------- | --- | ------------------ | ---------------------------------- | ---------------------------------- | ------ |
| Mercedes-AMG Petronas F1 Team | 44  | Lewis Hamilton     | Mercedes-AMG F1 W11 EQ Performance | Mercedes-AMG F1 M11 EQ Performance | P      |
| Mercedes-AMG Petronas F1 Team | 77  | Valtteri Bottas    | Mercedes-AMG F1 W11 EQ Performance | Mercedes-AMG F1 M11 EQ Performance | P      |
| Scuderia Ferrari              | 05  | Sebastian Vettel   | Ferrari SF1000                     | Ferrari 065                        | P      |
| Scuderia Ferrari              | 16  | Charles Leclerc    | Ferrari SF1000                     | Ferrari 065                        | P      |
| Aston Martin Red Bull Racing  | 33  | Max Verstappen     | Red Bull Racing RB16               | Honda RA620H                       | P      |
| Aston Martin Red Bull Racing  | 23  | Alexander Albon    | Red Bull Racing RB16               | Honda RA620H                       | P      |
| McLaren F1 Team               | 55  | Carlos Sainz jr.   | McLaren MCL35                      | Renault E-Tech 20                  | P      |
| McLaren F1 Team               | 04  | Lando Norris       | McLaren MCL35                      | Renault E-Tech 20                  | P      |
| Renault DP World F1 Team      | 03  | Daniel Ricciardo   | Renault R.S.20                     | Renault E-Tech 20                  | P      |
| Renault DP World F1 Team      | 31  | Esteban Ocon       | Renault R.S.20                     | Renault E-Tech 20                  | P      |
| Scuderia AlphaTauri Honda     | 26  | Daniil Kwjat       | AlphaTauri AT01                    | Honda RA620H                       | P      |
| Scuderia AlphaTauri Honda     | 10  | Pierre Gasly       | AlphaTauri AT01                    | Honda RA620H                       | P      |
| BWT Racing Point F1 Team      | 11  | Sergio Pérez       | Racing Point RP20                  | BWT Mercedes                       | P      |
| BWT Racing Point F1 Team      | 18  | Lance Stroll       | Racing Point RP20                  | BWT Mercedes                       | P      |
| Alfa Romeo Racing Orlen       | 07  | Kimi Räikkönen     | Alfa Romeo Racing C39              | Ferrari 065                        | P      |
| Alfa Romeo Racing Orlen       | 99  | Antonio Giovinazzi | Alfa Romeo Racing C39              | Ferrari 065                        | P      |
| Haas F1 Team                  | 08  | Romain Grosjean    | Haas VF-20                         | Ferrari 065                        | P      |
| Haas F1 Team                  | 20  | Kevin Magnussen    | Haas VF-20                         | Ferrari 065                        | P      |
| Williams Racing               | 63  | George Russell     | Williams FW43                      | Mercedes-AMG F1 M11 EQ Performance | P      |
| Williams Racing               | 06  | Nicholas Latifi    | Williams FW43                      | Mercedes-AMG F1 M11 EQ Performance | P      |

## Klassifikationen

### Qualifying
| Pos.                                                                      | Fahrer             | Konstrukteur              | Q1       | Q2       | Q3       | Start |
| ------------------------------------------------------------------------- | ------------------ | ------------------------- | -------- | -------- | -------- | ----- |
| 01                                                                        | Lewis Hamilton     | Mercedes                  | 1:32,983 | 1:32,835 | 1:31,304 | 01    |
| 02                                                                        | Max Verstappen     | Red Bull Racing-Honda     | 1:33,630 | 1:33,157 | 1:31,867 | 02    |
| 03                                                                        | Valtteri Bottas    | Mercedes                  | 1:32,656 | 1:32,405 | 1:31,956 | 03    |
| 04                                                                        | Sergio Pérez       | Racing Point-BWT Mercedes | 1:33,704 | 1:33,038 | 1:32,317 | 04    |
| 05                                                                        | Daniel Ricciardo   | Renault                   | 1:33,650 | 1:32,218 | 1:32,364 | 05    |
| 06                                                                        | Carlos Sainz jr.   | McLaren-Renault           | 1:33,967 | 1:32,757 | 1:32,550 | 06    |
| 07                                                                        | Esteban Ocon       | Renault                   | 1:33,557 | 1:33,196 | 1:32,624 | 07    |
| 08                                                                        | Lando Norris       | McLaren-Renault           | 1:33,804 | 1:33,081 | 1:32,847 | 08    |
| 09                                                                        | Pierre Gasly       | AlphaTauri-Honda          | 1:33,734 | 1:33,139 | 1:33,000 | 09    |
| 10                                                                        | Alexander Albon    | Red Bull Racing-Honda     | 1:33,919 | 1:33,153 | 1:33,008 | 15    |
| 11                                                                        | Charles Leclerc    | Ferrari                   | 1:34,071 | 1:33,239 | –        | 10    |
| 12                                                                        | Daniil Kwjat       | AlphaTauri-Honda          | 1:33,511 | 1:33,249 | –        | 11    |
| 13                                                                        | Lance Stroll       | Racing Point-BWT Mercedes | 1:33,852 | 1:33,364 | –        | 12    |
| 14                                                                        | George Russell     | Williams-Mercedes         | 1:34,020 | 1:33,583 | –        | 13    |
| 15                                                                        | Sebastian Vettel   | Ferrari                   | 1:34,134 | 1:33,609 | –        | 14    |
| 16                                                                        | Romain Grosjean    | Haas-Ferrari              | 1:34,592 | –        | –        | 16    |
| 17                                                                        | Antonio Giovinazzi | Alfa Romeo Racing-Ferrari | 1:34,594 | –        | –        | 17    |
| 18                                                                        | Kevin Magnussen    | Haas-Ferrari              | 1:34,681 | –        | –        | 18    |
| 19                                                                        | Nicholas Latifi    | Williams-Mercedes         | 1:35,066 | –        | –        | 20    |
| 20                                                                        | Kimi Räikkönen     | Alfa Romeo Racing-Ferrari | 1:35,267 | –        | –        | 19    |
| 107-Prozent-Zeit: 1:39,267 min (bezogen auf Q1-Bestzeit von 1:32,656 min) |                    |                           |          |          |          |       |

Anmerkungen
1. ↑  Albon wurde wegen eines vorzeitigen Getriebewechsels um fünf Startplätze nach hinten versetzt.
2. ↑  Latifi wurde wegen eines vorzeitigen Getriebewechsels um fünf Startplätze nach hinten versetzt.

### Rennen
| Pos. | Fahrer             | Konstrukteur              | Runden | Stopps | Zeit        | Start | Schnellste Runde |
| ---- | ------------------ | ------------------------- | ------ | ------ | ----------- | ----- | ---------------- |
| 01   | Valtteri Bottas    | Mercedes                  | 53     | 1      | 1:34:00,364 | 03    | 1:37,030 (51.)   |
| 02   | Max Verstappen     | Red Bull Racing-Honda     | 53     | 1      | + 7,729     | 02    | 1:37,332 (53.)   |
| 03   | Lewis Hamilton     | Mercedes                  | 53     | 1      | + 22,729    | 01    | 1:38,075 (48.)   |
| 04   | Sergio Pérez       | Racing Point-BWT Mercedes | 53     | 1      | + 30,558    | 04    | 1:38,141 (52.)   |
| 05   | Daniel Ricciardo   | Renault                   | 53     | 1      | + 52,065    | 05    | 1:37,886 (53.)   |
| 06   | Charles Leclerc    | Ferrari                   | 53     | 1      | + 1:02,186  | 10    | 1:39,053 (47.)   |
| 07   | Esteban Ocon       | Renault                   | 53     | 1      | + 1:08,006  | 07    | 1:39,216 (48.)   |
| 08   | Daniil Kwjat       | AlphaTauri-Honda          | 53     | 1      | + 1:08,740  | 11    | 1:39,133 (48.)   |
| 09   | Pierre Gasly       | AlphaTauri-Honda          | 53     | 2      | + 1:29,766  | 09    | 1:37,231 (50.)   |
| 10   | Alexander Albon    | Red Bull Racing-Honda     | 53     | 2      | + 1:37,860  | 15    | 1:38,377 (51.)   |
| 11   | Antonio Giovinazzi | Alfa Romeo Racing-Ferrari | 52     | 1      | + 1 Runde   | 17    | 1:39,766 (44.)   |
| 12   | Kevin Magnussen    | Haas-Ferrari              | 52     | 1      | + 1 Runde   | 18    | 1:40,380 (52.)   |
| 13   | Sebastian Vettel   | Ferrari                   | 52     | 1      | + 1 Runde   | 14    | 1:39,588 (46.)   |
| 14   | Kimi Räikkönen     | Alfa Romeo Racing-Ferrari | 52     | 1      | + 1 Runde   | 19    | 1:38,858 (37.)   |
| 15   | Lando Norris       | McLaren-Renault           | 52     | 2      | + 1 Runde   | 08    | 1:37,377 (50.)   |
| 16   | Nicholas Latifi    | Williams-Mercedes         | 52     | 1      | + 1 Runde   | 20    | 1:41,044 (47.)   |
| 17   | Romain Grosjean    | Haas-Ferrari              | 52     | 2      | + 1 Runde   | 16    | 1:39,614 (44.)   |
| 18   | George Russell     | Williams-Mercedes         | 52     | 3      | + 1 Runde   | 13    | 1:37,352 (52.)   |
| –    | Carlos Sainz jr.   | McLaren-Renault           | 0      | 0      | DNF         | 06    | –                |
| –    | Lance Stroll       | Racing Point-BWT Mercedes | 0      | 0      | DNF         | 12    | –                |

Anmerkungen
1. ↑  Ricciardo erhielt eine Zeitstrafe von fünf Sekunden, da er nach dem Verlassen der Strecke auf inkorrekte Weise zurückkehrte.
2. ↑  Albon erhielt eine Zeitstrafe von fünf Sekunden, da er nach dem Verlassen der Strecke auf inkorrekte Weise zurückkehrte.

## WM-Stände nach dem Rennen
Die ersten zehn des Rennens bekamen 25, 18, 15, 12, 10, 8, 6, 4, 2 bzw. 1 Punkt(e). Zusätzlich gab es einen Punkt für die schnellste Rennrunde, da der Fahrer unter den ersten zehn landete.

### Fahrerwertung
| Pos. | Fahrer           | Konstrukteur              | Punkte |
| ---- | ---------------- | ------------------------- | ------ |
| 01   | Lewis Hamilton   | Mercedes                  | 205    |
| 02   | Valtteri Bottas  | Mercedes                  | 161    |
| 03   | Max Verstappen   | Red Bull Racing-Honda     | 128    |
| 04   | Lando Norris     | McLaren-Renault           | 65     |
| 05   | Alexander Albon  | Red Bull Racing-Honda     | 64     |
| 06   | Daniel Ricciardo | Renault                   | 63     |
| 07   | Charles Leclerc  | Ferrari                   | 57     |
| 08   | Lance Stroll     | Racing Point-BWT Mercedes | 57     |
| 09   | Sergio Pérez     | Racing Point-BWT Mercedes | 56     |
| 10   | Pierre Gasly     | AlphaTauri-Honda          | 45     |
| 11   | Carlos Sainz jr. | McLaren-Renault           | 41     |

| Pos. | Fahrer             | Konstrukteur              | Punkte |
| ---- | ------------------ | ------------------------- | ------ |
| 12   | Esteban Ocon       | Renault                   | 36     |
| 13   | Sebastian Vettel   | Ferrari                   | 17     |
| 14   | Daniil Kwjat       | AlphaTauri-Honda          | 14     |
| 15   | Nico Hülkenberg    | Racing Point-BWT Mercedes | 6      |
| 16   | Kimi Räikkönen     | Alfa Romeo Racing-Ferrari | 2      |
| 17   | Antonio Giovinazzi | Alfa Romeo Racing-Ferrari | 2      |
| 18   | Kevin Magnussen    | Haas-Ferrari              | 1      |
| 19   | Nicholas Latifi    | Williams-Mercedes         | 0      |
| 20   | George Russell     | Williams-Mercedes         | 0      |
| 21   | Romain Grosjean    | Haas-Ferrari              | 0      |

### Konstrukteurswertung
| Pos. | Konstrukteur              | Punkte |
| ---- | ------------------------- | ------ |
| 1    | Mercedes                  | 366    |
| 2    | Red Bull Racing-Honda     | 192    |
| 3    | McLaren-Renault           | 106    |
| 4    | Racing Point-BWT Mercedes | 104    |
| 5    | Renault                   | 99     |

| Pos. | Konstrukteur              | Punkte |
| ---- | ------------------------- | ------ |
| 06   | Ferrari                   | 74     |
| 07   | AlphaTauri-Honda          | 59     |
| 08   | Alfa Romeo Racing-Ferrari | 4      |
| 09   | Haas-Ferrari              | 1      |
| 10   | Williams-Mercedes         | 0      |